# Le Cours
Le Cours är en kommun i departementet Morbihan i regionen Bretagne i nordvästra Frankrike. Kommunen ligger i kantonen Questembert som tillhör arrondissementet Vannes. År 2022 hade Le Cours 673 invånare.

## Befolkningsutveckling
Antalet invånare i kommunen Le Cours
| Referens: INSEE |